# パケット定額
パケット定額は、ソフトバンクモバイルが提供する第三世代携帯電話（SoftBank 3G）のパケット定額制サービスのひとつである。他社のパケット定額制サービスとほぼ同等のサービスを対抗するために2006年10月26日より、開始された（パケット定額フル・パケット定額Bizは2007年3月1日開始）。なお、それぞれのサービスごとに定額対象となるパケット通信が異なるほか、SMSとモバイルデータ通信はすべてのサービスにおいて定額対象外である。
ただし、ブループラン用・オレンジプラン用のパケット定額オプションでは、モバイルデータ通信時のパケット単価は割り引きされる（すべてのプランに適用可能な「パケットし放題」および新しい「パケット定額フル」の場合は、パケット単価の割引はない）。

## パケット定額

### パケット定額（オレンジプラン）
オレンジプラン（W）、同（WX）、シンプルオレンジで提供しているサービスであり、auのダブル定額と類似する。S!メールおよびウェブ（Yahoo!ケータイ）、PCサイトブラウザの利用分が対象。
下限額は2,000円（税込2,100円）で上限額は4,200円（税込4,410円）である。パケット単価は0.05円（税込0.0525円）。上限額5,700円（税込5,985円）でPCサイトブラウザも使い放題である。PCサイトダイレクトは対象外である。

### パケット定額（ブループラン）
ブループランで提供しているサービスであり、ドコモのパケ・ホーダイと類似する。S!メールおよびウェブ（Yahoo!ケータイ）の利用分が対象。料金は一定で3,900円（税込4,095円）である。PCサイトブラウザ・PCサイトダイレクト・PCメールは対象外である。モバイルデータ通信も含めたPCサイトブラウザ・PCサイトダイレクト・PCメールなどの定額対象外通信では、パケット単価が0.021円（税込）となる。

## パケット定額ライト
オレンジプラン（W）、同（WX）、シンプルオレンジで提供しているサービスであり、auのダブル定額ライトと類似する。S!メールおよびウェブ（Yahoo!ケータイ）、PCサイトブラウザの利用分が対象。
下限額は1,000円（税込1,050円）で上限額は4,200円（税込4,410円）である。パケット単価は0.08円（税込0.084円）。上限額5,700円（税込5,985円）でPCサイトブラウザも使い放題である。同じパケット単価であるパケットし放題と比べ、下限額が20円（税込21円）高いことやPCサイトダイレクトが対象外である点がデメリットであるが、パケットし放題では割引されないモバイルデータ通信などの定額対象外通信のパケット単価が割引されるメリットもある。

## パケット定額フル
以前提供されていたブループラン専用オプション（ドコモの「パケ・ホーダイフル」に同等）のものと、2008年7月11日より開始されたiPhoneおよびスマートフォン利用者向けのものがあり、両者は内容が若干異なる。

### パケット定額フル（旧）
ブループランで提供しているサービスであり、ドコモのパケ・ホーダイフルと類似する。S!メールおよびウェブ（Yahoo!ケータイ）、PCサイトブラウザの利用分が対象。料金は一定で5,700円（税込5,985円）である。PCサイトダイレクトは対象外である。モバイルデータ通信など定額対象外パケットの単価は0.021円（税込）。
2008年3月31日で受付を終了した。

### パケット定額フル（新）
2008年7月11日から申し込み受付開始した、ブループランだけでなくホワイトプラン、オレンジプランなどすべてのプランで利用可能なパケット定額サービス。
モバイルデータ通信（アクセスインターネット接続を含む）を除くすべてのパケット通信が定額の対象となる。モバイルデータ通信利用分のパケット単価は各料金プランのものが適用される（パケット単価の割引はない）。
当初の料金は5,700円（税込5,985円）の定額であったが、2008年8月利用分から1,614円（税込1,695円、20,175パケットまで）〜5,700円（税込5,985円、71,250パケット以上）の2段階制になった。従量部分は0.084円/パケット。
主にSoftBank X シリーズ及びiPhone 3Gの利用者向けである。
（その他のSoftBank 3G端末のみを使う利用者もこのオプションを付与可能だが、利用上のメリットがない。）
なお、iPhone 3G 利用者はこのオプションの利用契約が必須とされた。
NTTドコモが2008年8月25日に「Biz・ホーダイ ダブル」を発表したため、それに合わせ、同27日より下限金額を税込1,695円から税込1,029円に変更することが、同26日に発表された。
2010年4月27日をもって「パケットし放題 for スマートフォン」に名称変更した。

## パケット定額Biz
ブループランで提供しているサービスであり、ドコモのBiz・ホーダイと類似する。S!メールおよびウェブ（Yahoo!ケータイ）、PCサイトダイレクトの利用分が対象。料金は一定で5,700円（税込5,985円）である。PCサイトブラウザ・PCメールは対象外である。モバイルデータ通信など定額対象外パケットの単価は0.021円（税込）。
2008年3月31日で受付を終了した。